# Yadel Martínez
Yadel Martínez (* 5. Januar 1985) ist ein kubanischer Fußballschiedsrichter.
Seit 2013 steht er auf der Liste der FIFA-Schiedsrichter und leitet internationale Fußballspiele, unter anderem in der CONCACAF Champions League.
Martínez leitete jeweils ein Gruppenspiel beim Gold Cup 2015 in den Vereinigten Staaten und Kanada, bei der Copa América Centenario 2016 in den Vereinigten Staaten, beim Gold Cup 2017 in den Vereinigten Staaten sowie beim Gold Cup 2019 in den Vereinigten Staaten, Costa Rica und Jamaika.
Zudem war er bei der U-20-Weltmeisterschaft 2017 in Südkorea als Unterstützungsschiedsrichter im Einsatz.